# Neverwinter Nights
Neverwinter Nights (NWN) utvecklades av BioWare och lanserades av Infogrames (nu Atari), är ett tredjepersons RPG som följer Dungeons & Dragonsreglerna (3:e utgåvan) med några små modifikationer. Den ursprungliga tanken var att det skulle ges ut av Interplay Entertainment, men bolagets ekonomiska problem tvingade dem att byta. Infogrames lanserade Neverwinter Nights för Windows den 18 juni 2002. BioWare släppte till Linux Neverwinter Nights Linux Client i juni 2003. MacSoft släppte en version som fungerade till Macintosh i augusti 2003.
Spelet är till en viss del baserat på Neverwinter Nights online game, ett av de första MMORPG-spelen någonsin. Spelet inkluderar även en kraftfull editor för att göra egna banor.

## Innehåll
Stilenligt med spelets rötter i Dungeons & Dragons är det första spelaren gör att skapa en karaktär. Man kan välja kön, ras, klass, inriktning (god eller ond), attribut (styrka, visdom med mera), färdigheter, utseende och namn. Detta ger en mycket stor valfrihet och man kan vara allt från en liten gnom-barbar till en halvorch-trollkarl. Vissa kombinationer ger bättre bonusar än andra.
Spelet är relativt långt, originalspelet omfattar tre cd-skivor och de båda expansionerna är en CD. Det finns fyra "akter" i det första spelet. Varje akt är en historia i sig och på slutet knyts alltihop samman till en stor final. Det finns en stor mängd uppdrag, stora som små. Många är baserade på vilken typ av karaktär man är.

## Handling
Spelet är centrerat kring huvudpersonen som senare blir hjälten i historien. I det scenario som följer med originalspelet är spelaren ensam ansvarig för att slå ner en ondskefull kult, stoppa en pest i staden Neverwinter och hindra en attack mot samma stad. Det finns också en stor mängd sidouppdrag.
Den första och sista delen av historien utspelar sig i staden Neverwinter. Men de utbroderade sidohistorierna kräver att spelaren först måste ut på landet och senare norrut mot staden Luskan. Neverwinter är en stad på Sword Coast i Faerûn, en imaginär värld som är en del av Forgotten Realms.

## Multiplayer
Multiplayer-alternativen är mycket bättre i Neverwinter Nights jämfört med tidigare spel i samma genre. Det finns en stor variation av servrar att spela på. Det finns servrar som är statiska, det vill säga de ligger uppe hela tiden och man kan fortsätta spela på dem dag efter dag, ungefär som ett MMORPG. Det finns servrar som endast finns för att folk ska kunna slå av sig lite på andra spelare. Andra fungerar bara som avancerade chattrum. Det finns egentligen inga begränsningar för hur stora utvecklarna kan göra världarna. Om man vill kan man skapa en i samma storlek som många kommersiella MMORPG.
Många av de statiska servrarna är konstant online och uppdateras hela tiden. Flera olika servrar kan också sammanlänkas till en enda stor. Två exempel är A Land Far Away och Confederation of Planes and Planets.
Eftersom Neverwinter Nights saknar en global chattfunktion så att man kan prata med andra spelare om vilken server man skall in på är de flesta spelen "pickup"-spel, där man bara hakar på ett som ser bra ut.

## Modifikationer
Neverwinter Nights kommer med det så kallade Aurora toolset, vilket är ett kraftfullt verktyg för att göra egna världar att spela på, så kallade moduler. Det finns också många tillägg som låter utvecklare att göra än mer fantastiska saker med Aurora.
Aurora toolset låter utvecklarna skapa egna banor Areas i ett rut-baserat system. Det finns många olika typer av tilesets, såsom vinterlandskap och öken. Man kan skapa egna NPC:er och göra egna uppdrag med spelets inbyggda programspråk, NWScript.
Inofficiella program ger än mer makt över spelet och med hjälp av dem kan man skapa egna raser och klasser, monster och utrustning. Detta läggs till i spelet i form av hakpaks. Med hjälp av detta har Neverwinter Nights överlevt mycket länge, trots sin ålder och det finns fortfarande aktiva spelare.
Aurora toolset finns inte till Linux och Macintosh, men en version skapad av spelets fans fungerar på båda.

## Expansioner

### Shadows of Undrentide
Shadows of Undrentide (SoU) — Detta tillägget släpptes i juni 2003. Det finns 5 nya prestigeklasser, 16 nya monster, 3 tilesets, 30 nya feats och 50 nya trollformler. Det kommer med en förbättrad version av Aurora toolkit. Storyn följer en lärling som är på jakt efter ett par stulna artefakter. Spelet börjar i Silver Marches, sedan färdas man till öknen Anauroch och spelet avslutas i den underjordiska staden Undrentide.

### Hordes of the Underdark
Hordes of the Underdark (HotU) — Släpptes i december 2003. Det bygger vidare på historien från förra SoU. Man börjar i den stora staden Waterdeep och fortsätter sedan ner i grottorna under staden till Underdark.
Denna expansion erbjuder många nya möjligheter och lyfter maximum-leveln till 40 från 20. Ett flertal nya prestigeklasser, monster, feats med mera håller spelaren underhållen länge.

### Premium modules
Under slutet av 2004 lanserade BioWare sin onlineaffär och började sälja så kalla premium modules. Även om de inte var riktiga expansioner introducerade de en ny historia och nya spelelement.
Enligt BioWare lanserades modulerna för att hålla spelet vid liv. Tyvärr kräver modulerna att man har internet för att spela dem (detta för att förhindra piratkopiering). De fungerar också bara för Windows.
- Neverwinter Nights: Kingmaker — släpptes i november 2004. Detta är den största modulen. Man ställer här upp i ett val om vem som ska få styra över slottet Cyan och måste övertyga folket att rösta på en. Men det verkar vara något lurt på gång och det eskalerar i stora strider.
- Neverwinter Nights: ShadowGuard with free Witch's Wake — Samtidigt som Kingmaker's lanserades släpptes ShadowGuard. Det är en kortare modul gjord av ett fan vid namn Ben McJunkin. En kortare modul vid namn Witch's Wake följer med gratis.
- Neverwinter Nights: Pirates of the Sword Coast — Lanserades september 2005. Historien börjar i staden Neverwinter och leder till ett riktigt piratäventyr.

### Paket
Även om de inte är riktiga expansioner så släppte BioWare flera paket som sammanfattar de tidigare spelen. Först ut var Neverwinter Nights: Gold, som innehåller både originalspelet och expansionen Shadows of Undrentide. Efter det släpptes Neverwinter Nights: Platinum (Neverwinter Nights: Deluxe Edition i Europa), som innehöll alla tre spelen på en enda DVD-skiva eller fyra CD-skivor. Och till sist Neverwinter Nights: Diamond som inkluderar alla tre spelen samt tre stycken Premium modules.

## Annat
- Flertalat av porträtten i spelen har bytts ut eftersom de var modifierade bilder av kändisar. [2]
- Röda korset-symbolen på Healer's Kit blev borttagen efter flera kommentarer från kanadensiska Röda Korset.[3]

## Uppföljare
En uppföljare till Neverwinter Nights, Neverwinter Nights 2 släpptes i oktober 2006 av Obsidian Entertainment.